# Daou al Salhine al Jadak
Daou al Salhine al Jadak (?, Bani Walid, Libia- Ibídem, 28 de septiembre de 2011) fue un comandante de campo de las fuerzas del Consejo Nacional de Transición (CNT) de su país durante la Guerra de Libia de 2011. Jadak estuvo encarcelado por más de 18 años por el régimen de Muamar el Gadafi y dirigió a las fuerzas anti-Gadafi en su batalla por el control de Bani Walid que finalmente terminó en octubre. Jadak era de esa misma ciudad. Declaró a la AFP dos días antes de su muerte que había estado prisionero por 18 años por ayudar a organizar la rebelión de 1993.

## Muerte
Al Jadak estaba entre 11 combatientes muertos del CNT en una barrera de fuego pesado de cohetes en su ciudad natal, el 28 de septiembre de 2011, por las fuerzas gadafistas cuando su carro fue destruido por un cohete cuando él iba hacia el frente. Esto fue confirmado por el jefe negociador del CNT, Abdullah Kenshil.